# Jean Dunn (dyplomata)

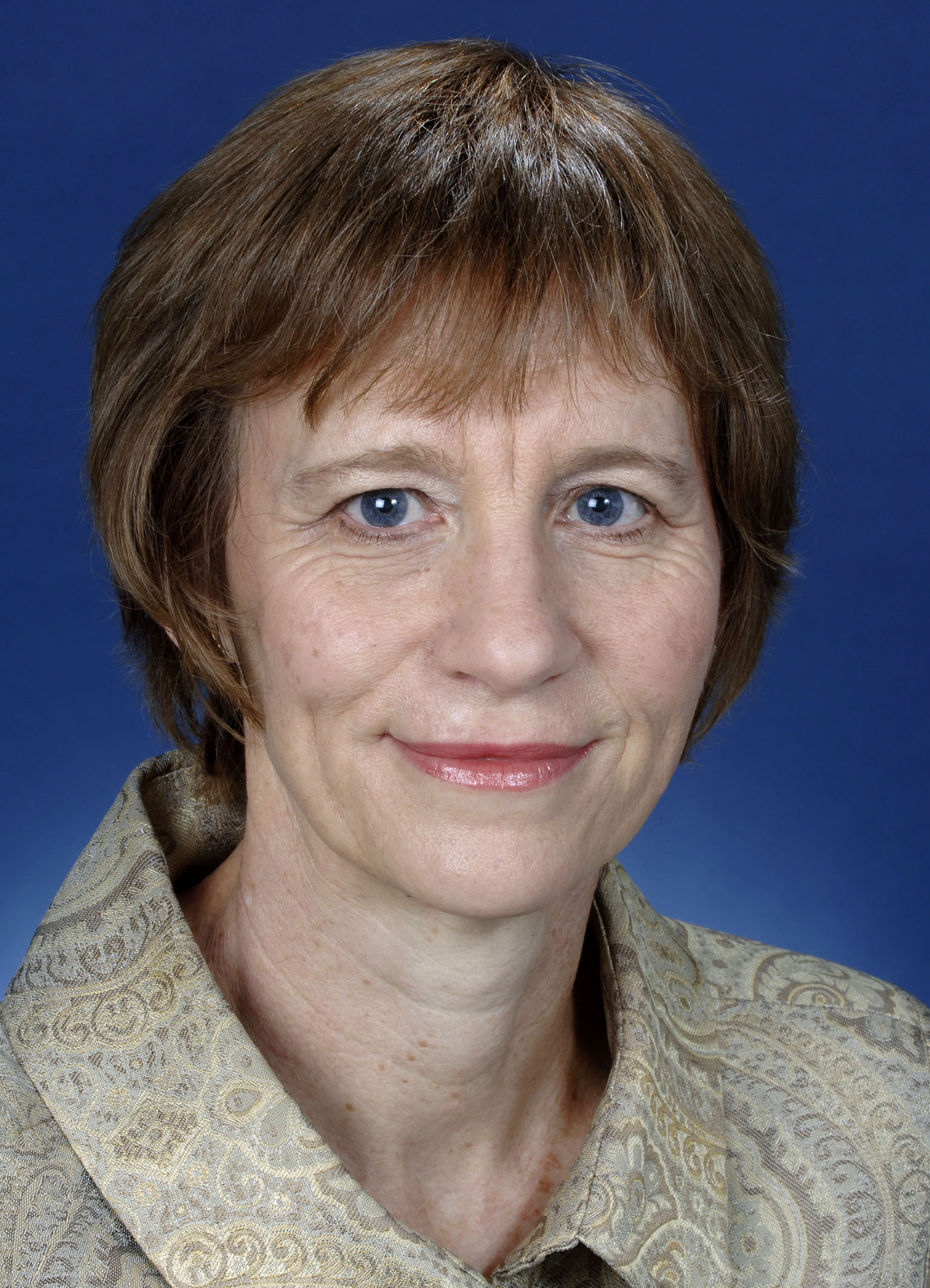
Jean Dunn (2009)

Jean Dunn – przedstawicielka australijskiej dyplomacji i wyższy rangą pracownik australijskiego Ministerstwa Spraw Zagranicznych i Handlu. Od 17 stycznia 2012 jest ambasadorem Australii w Polsce i jednocześnie oficjalnym reprezentantem rządu australijskiego na terenie Czech.

## Życiorys
Jean Dunn uzyskała bakalaureat z wyróżnieniem w dziedzinie nauk politycznych i języka japońskiego na Uniwersytecie Monasha.
Jest wyższym rangą pracownikiem australijskiego Ministerstwa Spraw Zagranicznych i Handlu (Department of Foreign Affairs and Trade). Była ambasadorem Australii w Libanie (w latach 2009–2010) i Turcji (w latach 2004–2007), zanim została nominowana na ambasadora w Polsce. Wcześniej przebywała na placówkach dyplomatycznych w Korei Południowej i Stanach Zjednoczonych.
8 grudnia 2011 została nominowana przez ówczesnego ministra spraw zagranicznych Kevina Rudda na stanowisko ambasadora w Polsce.
17 stycznia 2012 złożyła listy uwierzytelniające na ręce prezydenta Rzeczypospolitej Polskiej, Bronisława Komorowskiego.
Ma troje dzieci.